# Top V-3
Top V-3 je bilo njemačko oružje osvete (tzv. Vergeltungswaffe 3) tijekom Drugog svjetskog rata.

## Plan gradnje
Nakon uspješnih projekata V-1 i V-2 Treći Reich je odlučio izgraditi supertopove koji će biti u stanju iz Francuske gađati London. Odlukom tadašnje vlade počeo se graditi podzemni topnički kompleks koji je trebao sadržavati 5 topova dužine cijevi 120 metara kod mjesta Mimoyecques u Francuskoj. Kako bi se izgradnja tih ogromnih topova sakrila od saveznika, cijeli projekt se vodio kao da se u tvornicama proizvode komponente za visokotlačnu pumpu. Taj pokušaj prijevare nije uspio u svome cilju tako da je britanska vlada još tijekom gradnje imala sve potrebne informacije.

## Specifikacije i kraj
Zamišljeno je bilo da ovi topovi imaju kalibar od 150 mm i da koriste granate teške 140 kg. Po planu gradnje oni bi svi zajedno bili u stanju ispaljivati 300 granata u 60 minuta na maksimalnu udaljenost od 90 km. Dok je izgradnja trajala Britanci je nisu dirali kako bi dopustili neprijatelju da uđe u nepotrebni trošak. Testni hitac projekta V-3 iz ljeta 1944. godine je ujedno označio i njegov kraj. Shvaćajući ovaj test kao znak da su topovi spremni početi bombardirati London Britanci su odlučili 6. srpnja 1944. zrakoplovima uništiti novu opasnost. Zadatak je bio obavljen bolje i od njihovog očekivanja pošto je već u prvome napadu V-3 bio uništen. Ne znajući za taj uspjeh cijeli kompleks će biti bombardiran sve do trenutka savezničkog oslobođenja ovog dijela Europe. Nakon rata preživjeli topovi su kao i ostala njemačka wunderwaffen oružja odneseni u savezničke države radi testiranja.
Danas su podzemni tuneli i ostatci topova pretvoreni u muzej.